# إريك نيريس دا كروز
إريك نيريس دا كروز هو لاعب كرة قدم برازيلي في مركز الوسط، ولد في 24 أغسطس 1988 في Ilha Solteira ‏ في البرازيل. لعب مع إشتوريل برايا ونادي إيتوانو ونادي إيرابواتو ونادي بان ونادي بورتيمونينسي ونادي دالاس.

## وصلات خارجية
- إريك نيريس دا كروز على موقع الدوري الأمريكي (الإنجليزية)
- إريك نيريس دا كروز على موقع قاعدة بيانات كرة القدم.إي يو (الإنجليزية)
- إريك نيريس دا كروز على موقع Soccerway.com (الإنجليزية)